# Гусев-Оренбургский, Сергей Иванович
Сергей Иванович Гусев-Оренбургский (5 октября 1867, Оренбург — 1 июня 1963, Нью-Йорк) — русский писатель.

## Биография
Родился в Оренбурге в казачьей семье. После учёбы в духовной семинарии принял сан священника. В 1904 году написал одно из своих лучших произведений, повесть «В стране отцов».
После 6 лет в сане священника отказался от сана и посвятил свою жизнь карьере писателя.
Был одним из наиболее популярных авторов дореволюционной России, входил в литературную группу «Среда». Был близок к М. Горькому и находился под его влиянием, приезжал к нему на остров Капри (1907).
Состоял в браке с поэтессой Г. А. Эйнерлинг, известной также под псевдонимом Галина Га́лина.
Гусев-Оренбургский так описал свои послереволюционные мытарства: «В течение трех лет я скитался по пределам России в вихрях Гражданской войны, жил на Украине, при немцах, Скоропадском, голодал и холодал год в Москве, ездил по польскому фронту, передвигался по Украине с деникинской армией, пережил её расцвет и развал, пережил погромы, обстрелы Киева и Ростова, жил в Крыму после Врангеля и снова в Москве незадолго до перехода к новой экономической политике».
В 1921 году эмигрировал в Харбин, а через два года, в 1923 году переселился в США. Жил в Нью-Йорке. Редактировал журнал «Жизнь» (1924-1925), состоял в переписке с М. Горьким.

## Сочинения
- Рассказы. — СПб., 1903;
- Избранные рассказы.
- Рассказы.
- Жалоба. — СПб., 1906;
- Свадьба. — СПб., 1914;
- Спорное дело. — СПб., 1914;
- Вещий сон. — Пг., 1918;
- Собр. соч. Т. 1—16. СПб., 1913—18 (незаконч.);
- Книга о еврейских погромах на Украине в 1919 г. — Пг., 1923;
- Рабочий. — 1924;
- Рассказы. [М.], 1938;
- Повести и рассказы. М., 1958.
- Багровая книга. Погромы 1919-20 гг. на Украине. — Нью-Йорк: Ладога, 1983. — 270 с.

### Английские переводы
- The Land of the Fathers, (Novel), The Dial Press, NY, 1924.
- The Land of the Children, (Novel), Longmans, Green and Co, NY, 1928.